# Dyscritogyne
Dyscritogyne es un género de plantas perteneciente a la familia Asteraceae. Comprende 2 especies descritas y  aceptadas.  Es originario de México.
Algunos autores lo consideran un sinónimo del género Steviopsis.

## Descripción
Las plantas de este género solo tienen disco (sin rayos florales) y los pétalos son de color blanco, ligeramente amarillento blanco, rosa o morado (nunca de un completo color amarillo).

## Taxonomía
El género fue descrito por R.M.King & H.Rob. y publicado en Phytologia 22: 158. 1971.

## Especies aceptadas
A continuación se brinda un listado de las especies del género Dyscritogyne aceptadas hasta junio de 2012, ordenadas alfabéticamente. Para cada una se indica el nombre binomial seguido del autor, abreviado según las convenciones y usos.
- Dyscritogyne adenosperma (Sch.Bip.) R.M.King & H.Rob.
- Dyscritogyne dryophila (B.L.Rob.) R.M.King & H.Rob.